# Paul Nanteuil
Pour les articles homonymes, voir Nanteuil.
Paul-Célestin-Louis Nanteuil-Leboeuf, né le 28 septembre 1837 à Paris (ancien 11e arrondissement) et mort le 8 janvier 1901 dans le 9e arrondissement de Paris, est un peintre, dessinateur, graveur et enseignant français.

## Biographie
Fils du sculpteur Charles-François Nanteuil-Leboeuf et neveu du peintre-graveur Célestin Nanteuil, Paul Nanteuil entre en 1853 à l'École des beaux-arts de Paris dans les ateliers d'Alexandre Hesse et de Léon Cogniet.
Il expose au Salon de 1863 à 1881. Son tableau, Le Baptême de Jésus, est acheté par l’État en 1877. Il devient professeur à Paris au lycée Condorcet et est nommé inspecteur de l'enseignement du dessin des écoles de la Ville de Paris.
À sa mort, il est décoré de la médaille militaire et officier de l'Instruction publique.
Paul Nanteuil fut le peintre de pastorales et de sujets historiques mais aussi un portraitiste et un graveur (eaux-fortes, lithographies).
Il est inhumé au cimetière du Montparnasse (division 13).

## Œuvres dans les collections publiques
- Angers, musée des beaux-arts :

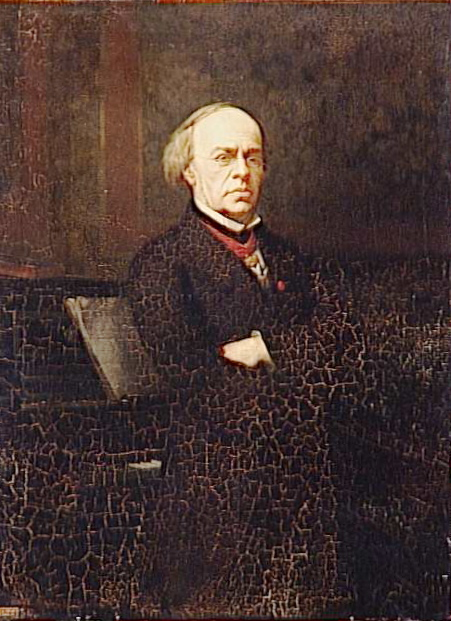
Jacques-Fromental Lévy, dit Halévy (1799-1862) (1862), Versailles, musée de l'Histoire de France.

  - Village derrière un rideau d'arbres, dessin ;
  - Une nasse appuyée à un saule ; Étude d'arbre, dessin ;
  - Un vieux saule parmi des rochers, dessin ;
  - Un chemin dans la plaine avec deux faucheurs de dos, dessin ;
  - Rideau d'arbres nus dans un pli de terrain, dessin ;
  - Sous-bois, dessin ;
  - Peupliers à l'entrée d'un village, dessin ;
  - L'Arbre brisé, dessin ;
  - Étude de construction sur pilotis, dessin ;
  - Étude d'arbres dénudés, dessin ;
  - Construction en haut d'un escalier, ou Vue de Paestum, dessin ;
  - Arbres dans les rochers à Cernay, dessin.
- Nemours, Château-Musée : 
  - Portrait-charge d'Émile Signol, peintre, attribution[4].
  - Portrait-charge de Léon Cogniet, attribution, encre de chine[5].
- Versailles, musée de l'Histoire de France :
  - Marie de Rabutin-Chantal, marquise de Sévigné, copie du portrait par Joséphine Houssay ;
  - Monseigneur Sibour, archevêque de Paris, huile sur toile ;
  - Jacques-Fromental Lévy, dit Halévy (1799-1862), 1862, huile sur toile[6].